# Kevin McKenna
Kevin James McKenna (ur. 21 stycznia 1980 w Calgary) – kanadyjski piłkarz występujący podczas kariery na pozycji obrońcy.

## Kariera
McKenna jako junior grał w amatorskich Calgary Foothills oraz Calgary Dinos. W 1998 roku trafił do niemieckiego drugoligowca - Energie Cottbus. W 2. Bundeslidze zadebiutował 23 kwietnia 1999 roku w wygranym 3:0 meczu z SSV Ulm 1846. W sezonie 1998/1999 rozegrał 2 ligowe pojedynki. Rok później w lidze zagrał raz, a także wywalczył z Energie awans do Bundesligi. W Tam pierwszy mecz zaliczył 12 sierpnia 2000 przeciwko Werderowi Brema (1:3). W Energie spędził trzy lata. W tym czasie zagrał tam w 5 meczach.
Latem 2001 podpisał kontrakt ze szkockim Heart of Midlothian. W Scottish Premier League zadebiutował 18 marca 2001 roku w bezbramkowo zremisowanym meczu z Dundee F.C. 8 września 2001 w zremisowanym 2:2 spotkaniu z Rangers strzelił pierwszego gola w trakcie gry w Premier League. Przez cztery lata w barwach Hearts McKenna wystąpił w 121 meczach i strzelił 21 goli.
W 2005 roku powrócił do Energie Cottbus, grającego w 2. Bundeslidze. W sezonie 2005/2006 zajął z Energie 3. miejsce w lidze i wywalczył z nią awans do Bundesligi. W Energie McKenna spędził jeszcze rok. W sumie rozegrał 63 spotkania i zdobył 10 bramek.
W 2007 roku odszedł do drugoligowego 1. FC Köln. Pierwszy występ zanotował tam 5 sierpnia 2007 w przegranym 2:4 meczu Pucharu Niemiec z rezerwami Werderu Brema. W sezonie 2007/2008 awansował z klubem do Bundesligi. 13 grudnia 2008 w wygranym 3:1 spotkaniu z VfL Bochum zdobył pierwszą bramkę w Bundeslidze.

## Kariera reprezentacyjna
McKenna jest reprezentantem Kanady. W drużynie narodowej zadebiutował w 2000 roku. Był uczestnikiem Pucharu Konfederacji w 2001 roku.